# Motorordonnans
Een motorordonnans was een militaire motorrijder, die berichtenverkeer onderhield.
Motorordonnansen werden in de Eerste Wereldoorlog ingezet omdat het snel overbrengen van berichten op een andere manier niet mogelijk was. Tijdens de Tweede Wereldoorlog werden ze ingezet om te voorkomen dat radioberichten door de vijand onderschept werden. Door de ontwikkelingen in het elektronische berichtenverkeer is de motorordonnans vrijwel niet meer nodig. Bij de Koninklijke Landmacht maakten motorordonnansen deel uit van de Verbindingsdienst, maar tot 2004 hadden vrijwel alle eenheden de beschikking over de Moto Guzzi V 50 NATO, die soms wel tijdens oefeningen werd meegenomen, maar weinig tot geen functie meer had. 
Motorfietsen worden wel nog ingezet voor verkenningsopdrachten. Soms dringen commando-eenheden met motorfietsen wekenlang vijandelijk gebied binnen. 
Hoewel militaire motorrijders meestal als "ordonnans" aangeduid worden, zijn ze lang niet altijd ingezet voor berichtenverkeer. Ook het begeleiden van militaire transporten en colonnes werd en wordt vaak met militaire motorfietsen gedaan. Daarnaast zijn de meeste militaire politiekorpsen uitgerust met motorfietsen, al dan niet in camouflagekleuren gespoten. 
Tactisch gebruik van militaire motoren gebeurt bij de Koninklijke Landmacht uitsluitend nog bij de Luchtmobiele brigade, voornamelijk vanwege het eenvoudige transport van motorfietsen met helikopters. Sinds 2004 worden hiervoor 400 cc motorfietsen van KTM gebruikt.

## Afbeeldingen

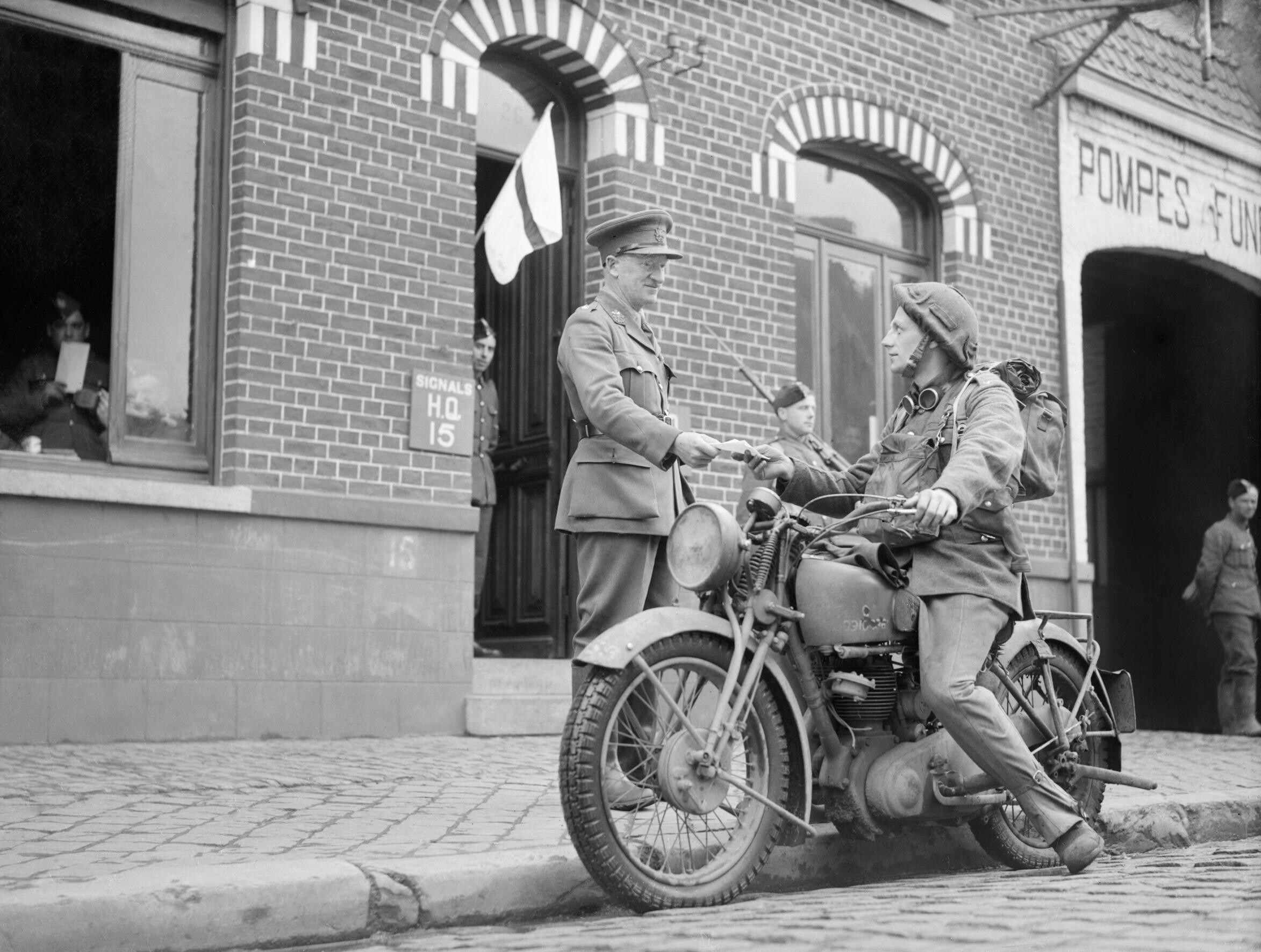
Een Britse motorordonnans levert een bericht af bij de "signals office" van het 1st Border Regiment in Orchies (Frankrijk), 13 oktober 1939.
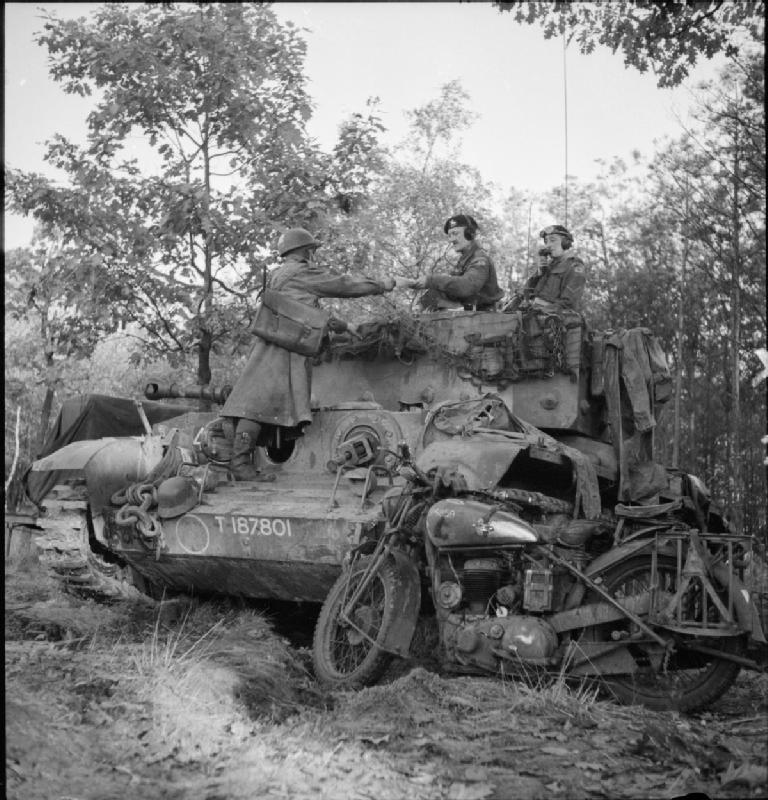
Korporaal P.W. Collins, motorordonnans van het Royal Corps of Signals bij de 11e Pantserdivisie levert een bericht af bij de commandant van een Cromwell tank, 23 oktober 1944.
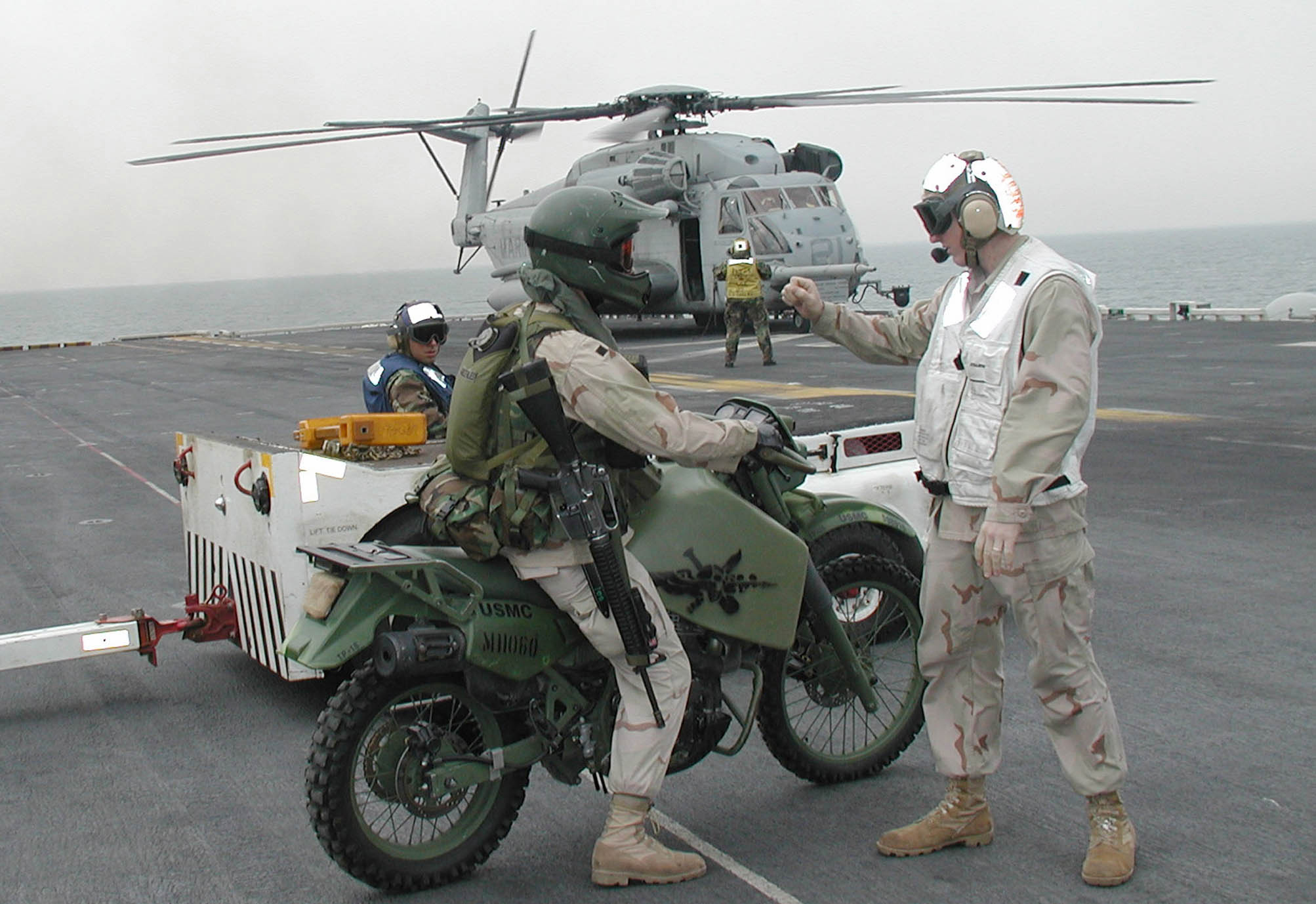
Amerikaanse marinier op een bijzondere motorfiets: De HDT M1030M1 dieselmotorfiets.
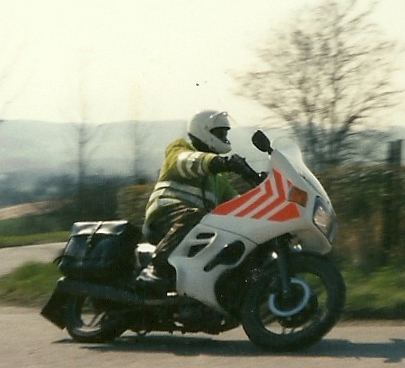
Deze versie van de Moto Guzzi V 50 NATO was niet bestemd voor berichtenverkeer, maar voor de dienstplichtige marechaussees.